# Nerocila bivittata
Nerocila bivittata är en kräftdjursart som först beskrevs av Risso 1816.  Nerocila bivittata ingår i släktet Nerocila och familjen Cymothoidae. Inga underarter finns listade i Catalogue of Life.